# Jaime Echegoyen Enríquez de la Orden
Jaime Echegoyen Enríquez de la Orden   (Madrid, 1956 - 17 de desembre de 2022) fou un empresari espanyol, conegut per haver dirigit diverses entitats financeres.

## Trajectòria
Es va llicenciar en dret a la Universitat Complutense de Madrid. Posteriorment va treballar a les seus de Nova York i Londres del Bank of America. Més endavant fou nomenat director de Bankinter, on romandria entre 2002 i 2010. El 2011 va començar a treballar com a director a Espanya i Portugal de Barclays, una entitat financera de matriu britànica.
El 2014, fou nomenat conseller delegat de la Societat de Gestió d'Actius Procedents de la Reestructuració Bancària, més coneguda pel seu acrònim Sareb, i popularment com el banc dolent. El 2015 seria nomenat president de l'entitat, en substitució de Belén Romana, qui va dimitir. Va treballar a l'entitat durant 7 anys, fins que va dimitir del càrrec el maig de 2021, alegant motius personals. Fou substituit pel fins al moment conseller delegat, Javier García del Río.
Durant el seu mandat, l'emprea va vendre uns 120.000 immobles i aconseguir 28.000 M€en gestió de préstecs a morosos, però va generar unes pèrdues que es van menjar els 4.800M€ de capital inicial, que havia sigut aportat amb un 45% de diners públics (mitjançant el FROB) i la resta pel sector financer estatat. Per aquest motiu, Eurostat va forçar a l'Estat espanyol a computar 35M€ de pèrdues com a deute públic.
Mesos després, el setembre de 2021, Echegoyen es va incorporar com a president del fons d'inversions Trade & Working Capital (TWC). És un fons d'inversió especialitzat en el finançament de pimes espanyoles creat el 2019 per Baihas Baghdadi, a qui havia conegut a la seva època a Barclays. El mateix any també fou nomenat conseller de l'empresa Izertis, que cotitza al mercat financer BME Growth.
El 2022 es va incorporar al consell d'administració de la matriu de La Haya Inversions. La Haya inversions és una filial del fons voltor Cerberus, i és una de les empreses que va comprar més actius de SAREB durant la direcció d'Echegoyen, en el marc del seu projecte Esparta I. Echegoyen fou nomenat conseller de l'empresa britànica Haya Holdco 2, matriu de La Haya.